# Бастараш, Мишель
Достопочтенный Мише́ль Бастара́ш (фр. Michel Bastarache; род. 10 июня 1947) — бывший младший судья Верховного суда Канады. Заседал в этом Суде с 1997 по 2008 годы, а до этого служил судьёй Апелляционного суда Нью-Брансуика.
Родился в Квебеке, в 1967 году получил степень бакалавра искусств в Монктонском университете. В 1972 году окончил также юридический факультет Университета Ниццы.

## Общественно-политическая деятельность
На протяжении всей своей карьеры Мишель Бастараш боролся за права языковых меньшинств. В 1982 Мишель Бастараш руководил комиссией Пуарье-Бастараша, благодаря которой было признано равенство обоих официальных языков в Нью-Брансуике. В 2009 он был назначен компаньоном ордена Канады за свой вклад и приверженность франкоязычным и акадийским общинам Канады. Он также участвовал в организации в 1979 Федерации акадийской и франкоязычных общин (ФАФО).
В 1992 Мишель Бастараш председательствовал в Нью-Брансуике в комитете в поддержку Шарлоттаунского соглашения на референдуме. Он также был избирательным советником Либеральной партии Канады на выборах 1993.
Из-за политической деятельности Мишеля Бастараша его назначение в Верховный суд Канады в 1997 вызвало борьбу мнений. Реформистская партия Канады упрекала его тогда в связях с Жаном Кретьеном и Либеральной партией Канады. Квебекский блок беспокоился из-за его известных федералистских убеждений, так как это назначение произошло тогда, когда Верховный суд готовился выслушать отчёт об отделении Квебека.
14 апреля 2010 правительством Шаре он был назначен главой комиссии по расследованию процесса назначения судей в Квебеке. Комиссия была создана вслед за утверждениями бывшего министра юстиции Марка Бельмара о существовании торговли влиянием.
В 2010 Батерстская католическая епархия в Нью-Брансуике привлекла его к проведению переговоров, которые имели целью выплату компенсаций жертвам сексуальных посягательств священников с применением насилия. Роль Мишеля Бастараша состояла в установлении жертв и индивидуальных встречах с ними для оценки тяжести совершённых деяний и суммы компенсации к выплате.
В 2010 он был назначен судьёй Независимого временного трибунала по урегулированию конституционных несоответствий в Кении.